# UX Волос Вероники
UX Волос Вероники (лат. UX Comae Berenices) — двойная* затменная переменная звезда типа Алголя (EA)* в созвездии Волос Вероники на расстоянии приблизительно 690 световых лет (около 212 парсек) от Солнца. Видимая звёздная величина звезды — от +10,52m до +9,96m. Орбитальный период — около 3,6426 суток. Возраст звезды определён как около 6,486 млрд лет.

## Характеристики
Первый компонент — оранжевая эруптивная переменная звезда типа RS Гончих Псов (RS) спектрального класса K0III, или K1IV, или K1, или K4. Масса — около 1,278 солнечной, радиус — около 3,724 солнечного, светимость — около 4,99 солнечной. Эффективная температура — около 4992 K.
Второй компонент — жёлтая звезда спектрального класса G2III, или G2V, или G2. Масса — около 1,02 солнечной, радиус — около 1 солнечного. Эффективная температура — около 5924 K.

## Планетная система
В 2019 году учёными, анализирующими данные проектов HIPPARCOS и Gaia, у звезды обнаружена планета HIP 63561 b.